# Emeryville
Emeryville ist eine Stadt im Alameda County im US-Bundesstaat Kalifornien mit 12.905 Einwohnern (Stand: 2020). Die Stadt liegt an der Ostküste der Bucht von San Francisco zwischen Oakland und Berkeley. Laut United States Census 2010 lebten 10.080 Menschen in Emeryville. Somit konnte die Stadt seit dem Jahr 2000 einen Bevölkerungszuwachs von 46,5 Prozent verzeichnen.

## Geographie
Nach den Angaben des United States Census Bureaus hat die Stadt eine Gesamtfläche von 5,2 km², wovon 3,1 km² auf Land und 2,1 km², das entspricht 38,02 Prozent, auf Gewässer entfallen.

## Demografie
Nach der Volkszählung 2010 lebten 10.080 Menschen in Emeryville. Die Bevölkerungsdichte war 3124,6/km². Es gab 4490 (44,5 %) Weiße, 1,764 (17,5 %) waren Schwarze, 44 (0,4 %) waren Indianer, 2,775 (27,5 %) waren Asiaten, 16 (0,2 %) waren Einwohner pazifischer Inseln. 927 (9,2 %) Menschen waren ohne Berücksichtigung ihrer Race hispanisch.
Nach der Volkszählung lebten 10.007 Menschen (99,3 % der Bevölkerung) in Privathaushalten. Es gab 5694 Haushalte, in 692 (12,2 %) davon lebten Kinder unter 18. 1240 (21,8 %) Haushalte waren verheiratete Ehepaare, 435 (7,6 %) hatten ein weibliches Haushaltsmitglied ohne einen Mann, 160 (2,8 %) hatten ein männliches Haushaltsmitglied ohne eine Frau. Es gab 481 (8,4 %) verschiedengeschlechtliche nichteheliche Partnerschaften. 2871 Haushalte (50,4 %) waren Einpersonenhaushalte und 530 (9,3 %) waren Einpersonenhaushalte mit einer mehr als 65 Jahre alten Person. Die Durchschnittsgröße der Haushalte war 1,76. Es gab 1835 Familien (32,2 % der Haushalte), die Durchschnittsgröße der Familien war 2,61.
1031 (10,2 %) Menschen waren jünger als 18 Jahre alt, 1064 (10,6 %) waren zwischen 18 und 24, 4675 (46,4 %) waren zwischen 25 und 44.

## Geschichte
Emeryville wurde am 2. Dezember 1896 gegründet. Benannt wurde die Stadt nach Joseph Stickney Emery, der während des kalifornischen Goldrausches kam und in der Gegend große Landteile erwarb. 1884 war Emery Präsident einer Schmalspurbahn namens California and Nevada Railroad. Ursprünglich wurde beabsichtigt, eine Eisenbahn von Oakland bis ins Sierra-Nevada-Gebirge zur Goldgräberstadt Bodie zu bauen. Es wurde jedoch nur eine Strecke bis nach Orinda fertiggestellt und die Wegerechte schließlich an die Santa Fe Railway verkauft. Diese baute schließlich eine Eisenbahnstation zwischen der 41st Street und der Yerba Buena Avenue. Obwohl die Station, die 1902 eröffnet wurde, in Emeryville lag, wurde sie „Oakland“ genannt.
Im frühen 20. Jahrhundert war Emeryville für seine zahlreichen Spielhallen und Bordelle bekannt. Der damalige District Attorney von Alameda County und spätere Gouverneur von Kalifornien und Chief Justice of the United States Earl Warren nannte Emeryville einst „the rottenest city on the Pacific Coast“ (dt. die verkommenste Stadt an der Pazifikküste). Während der Prohibition gab es in Emeryville auch zahlreiche Speakeasys.
Nach dem Loma-Prieta-Erdbeben 1989 wurde in Emeryville eine neue Amtrak-Station als Ersatz für die alte 16th Street Station in West Oakland gebaut, deren Zustand sich bereits vor den schweren Schäden durch das Erdbeben verschlechtert hatte. 2001 wurde das Einkaufszentrum Bay Street Emeryville mit über 70 Läden und 37.000 m² Verkaufsfläche fertiggestellt.

## Wirtschaft
Die Nähe zu San Francisco, der Bay Bridge, der University of California, Berkeley und dem Silicon Valley sowie ein wirtschaftsfreundlicher Ruf haben zu einem starken wirtschaftlichen Wachstum in Emeryville geführt. Zahlreiche Unternehmen wurden hier gegründet oder haben ihren Sitz in Emeryville. So haben etwa die Pixar Animation Studios sowie das Computerspieleentwicklungsunternehmen Maxis hier ihren Sitz. Weitere Unternehmen mit Sitz in Emeryville sind Jamba Juice, Peet’s Coffee & Tea, Clif Bar sowie die Suchmaschine Seeqpod. Auch einige Biotechnologiefirmen sind in Emeryville ansässig wie etwa Chiron Corporation, die 2006 von Novartis übernommen wurde, und Bionovo. Pixar und Novartis sind heute die größten Arbeitgeber mit rund 1200 respektive 800 Arbeitsplätzen.

## Verkehr
Emeryville hat eine Amtrak-Station, die 1994 eröffnet wurde und mit täglich rund 1450 Passagieren das fünftgrößte Passagieraufkommen aller 73 Amtrak-Stationen in Kalifornien hat. Die Station wird von den Zügen California Zephyr, Capitol Corridor, Coast Starlight und San Joaquins bedient. Von dort aus bieten „Amtrak Thruway“-Busse Anschluss in Richtung San Francisco. Drei Kilometer westlich von Emeryville hat die Stadt mit der Station MacArthur einen Anschluss an das System der Bay Area Rapid Transit (BART) mit kostenfreiem Shuttle-Betrieb in die Stadt durch den Emery Go-Round. Der sonstige Busverkehr wird durch die AC Transit angeboten. Für den Privatverkehr gibt es einen Anschluss an die Interstate 80, die sich ein wenig südlich von Emeryville mit der Interstate 880 und der Interstate 580 kreuzt. Emeryville hat auch eine kleine Marina.